# George Child Villiers (8e comte de Jersey)
George Henry Robert Child Villiers (2 juin 1873 – 31 décembre 1923), est un pair britannique et un homme politique conservateur.
Il est le fils de Victor Child Villiers, et Margaret Elizabeth Leigh, fille de William Leigh (2e baron Leigh). Il succède à son père dans le comté, en 1915, et sert brièvement comme Lord-in-waiting sous David Lloyd George entre janvier et août 1919. Il vend la banque Child & Co, qui fait partie de l'héritage de la famille depuis le 5e comte à Glyn, Moulins & Co en 1923.

## Famille
Il épouse Cynthia Almina Constance Marie Needham, fille de Francis Needham (3e comte de Kilmorey), et Ellen Constance Baldock, le 8 octobre 1908. Ils ont quatre enfants:
- George Child Villiers (9e comte de Jersey) (1910 – 1998).
- Joan Child Villiers (1911-2010), épouse David Colville, (décédé en 1986) petit-fils de Charles Colville (1er vicomte Colville de Culross).
- (Edward) Mansel Child Villiers (3 mai 1913 – 9 mars 1980), marié deux fois (d'abord en 1934, à Barbara Marie Frampton, et d'autre part en 1946, avec la princesse Maria Gloria Pignatelli Aragona Cortez.
- Ann Child Villiers (1916 – 2006), mariée (1937) avec le major Alexander Henry Elliot (d. 1986).